# Strakonice
Strakonice (tjekkisk udtale: [ˈstrakoɲɪtsɛ] ; tysk: Strakonitz) er en by i regionen Sydbøhmen i Tjekkiet med omkring 23.000 indbyggere.
Strakonice består af bydelene  Strakonice I og Strakonice II og landsbyerne Dražejov, Hajská, Modlešovice, Přední Ptákovice, Střela og Virt.

## Geografi
Strakonice ligger omkring 51 km nordvest for České Budějovice. Den ligger hovedsageligt  i den nordlige spids af České Budějovice-bassinet, men kommunens område strækker sig også til Blatná-højlandet mod nord og til foden af forbjergene til Bøhmerwald  mod syd. Det højeste punkt er bakken Velká Kakada med en højde på 564 moh.
Byen ligger ved sammenløbet af floderne Volyňka og Otava. Der er flere småsøer i området; de største af dem er Velkoholský og Blatský. I kommunen ligger naturreservatet Bažantnice u Pracejovic og naturmonumentet Tůně u Hajské.

## Historie
Den adelige familie Bavors af Strakonice byggede  i begyndelsen af det 13. århundrede et slot med voldgrav ved Otava-floden; den første skriftlige omtale af slottet er fra 1235. Den første skriftlige omtale af landsbyen Strakonice er fra 1243, hvor Sankt Wenzelskirken allerede eksisterede, og da Bavors donerede en del af slottet og flere landsbyer i nærheden til Johanniterordenen. I 1318 var Strakonice allerede en by.
Fra 1402 ejede Hospitalsridderne hele slottet samt det omkringliggende gods. I 1420 besatte den hussittiske kommandant Jan Žižka Strakonice, men det lykkedes ikke at erobre fæstningen. Strakonice Slot oplevede en omfattende rekonstruktion til en repræsentationsbolig for ordenens storpriorer i det 16. århundrede, de senere ændringer var kun mindre. Efter 30-årskrigen mistede slottet sin betydning.
I løbet af det 19. århundrede blev byen industrialiseret. I 1860'erne blev byen forbundet med České Budějovice og Plzeň med jernbane, hvilket hjalp dens videre udvikling.

## Økonomi
Siden det 19. århundrede var Strakonice et hovedproduktionssted for fez-hatte, og det blev også et industricenter kendt for produktion af motorcykler og håndvåben.
Strakonice er også kendt for sit bryggeri kaldet "Dudák – Burghers' Brewery Strakonice", der ligger i nærheden af slottet. Den producerer øl under mærket Strakonický Dudák . Strakonice Burghers' Brewery er det sidste bryggeri i Tjekkiet, der stadig er ejet af en by. Traditionen med ølbrygning i byen startede i 1367 og Borgerbryggeriet blev grundlagt i 1649.